# Мак Гаффі Юлія Олександрівна
Юлія Олександрівна Мак Гаффі (до шлюбу Дядченко; нар. 11 вересня 1975) — українська журналістка, колишня головна редакторка сайту Корреспондент.net (2006—2013). У березні 2017 стала шеф-редакторкою благодійного проекту Charitum. З початку 2018 року головред сайту NV.

## Життєпис
Народилася 11 вересня 1975 року в Києві. 1993-1999 навчалась в Інституті журналістики КНУ ім. Шевченка. 1994 року прийшла на практику в англійську редакцію Всесвітньої служби «Радіо Україна» і там залишилася працювати. У 2000 році стала міжнародною редакторкою «Корреспондент.net», а у грудні 2006 року очолила редакцію сайту. У листопаді 2013 року залишила «Корреспондент», який перейшов під управління Сергія Курченка.
У лютому 2014 року мала очолити інформаційні інтернет-проекти ТСН.ua («1+1»), однак згодом відмовилась від посади. У квітня 2014 почала вести передачу Newsroom на Радіо Аристократи. У червні 2014 року стала керівницею диджитал-проєктів Фонду Олени Пінчук АнтиСНІД. Спочатку займалася ребрендингом сайту фонду, а у грудні 2014 запустила новинний ресурс про СНІД Aids.ua.
У січні 2016 стала головною редакторкою американського сайту для російськомовної громади ForumDaily. У липні 2016 перейшла на «Громадське телебачення» як координаторка роботи сайту, його платформи та команди редакторів соціальних мереж, однак залишила проєкт у жовтні 2016. У березні 2017 стала шеф-редакторкою благодійного проєкту Charitum. 
З початку 2018 року працює головредом сайту NV.

## Нагороди
- 2009 — Заслужений журналіст України[13].